# Shitara
Shitara (設楽町, Shitara-chō) est un bourg du district de Kitashitara, dans la préfecture d'Aichi, au Japon.

## Géographie

### Démographie
Au 1er janvier 2014, la population de Shitara s'élevait à 5 248 habitants répartis sur une superficie de 273,96 km2.